# Unterblissenbach
Unterblissenbach ist ein Wohnplatz in der Gemeinde Kürten im Rheinisch-Bergischen Kreis. Mit Oberblissenbach gemeinsam wird es auch Blissenbach genannt.

## Geschichte
Unter der französischen Verwaltung zwischen 1806 und 1813 wurde das Amt Porz aufgelöst und die Honschaft Dürscheid, zu der auch Blissenbach gehörte, wurde politisch der Mairie Bensberg im Arrondissement Mülheim am Rhein zugeordnet. 1816 wandelten die Preußen die Mairie zur Bürgermeisterei Bensberg im Kreis Mülheim am Rhein. Blissenbach zählte 1830 46 Einwohner.
In der Aufstellung des Königreichs Preußens für die Volkszählung 1885 wurde Unterblissenbach, damals noch unter dem Namen Unter Blissenbach  aufgeführt als Wohnplatz der Landgemeinde Bensberg im Kreis Mülheim am Rhein. Zu dieser Zeit wurden 8 Wohnhäuser mit 51 Einwohnern gezählt.
Aufgrund des Köln-Gesetzes wurde die Gemeinde Kürten mit Wirkung zum 1. Januar 1975 mit dem bis dahin selbstständigen Gemeinden Bechen und Olpe und Teilen der Stadt Bensberg zur Gemeinde Kürten zusammengeschlossen. Dabei wurde auch Unterblissenbach Teil der Gemeinde Kürten.
Der Name Blissenbach leitet sich ab von bliss oder bleissen, was schleifen bedeutet, hier also der Bach, der träge oder langsam fließt. Mundartlich spricht man von om Blessemich.